# حسینیه ارشاد
حسینیه ارشاد مرکزی فرهنگی- مذهبی در خیابان شریعتی تهران است. آوازه این حسینیه بیشتر به خاطر سخنرانی‌های انجام‌شده در آن‌جا، به ویژه سخنرانی‌ها و فعالیت‌های سیاسی و فرهنگی مرتضی مطهری و علی شریعتی است.

## ساخت
سال ۱۳۴۶ (خورشیدی) توسط محمد همایون (سرمایه‌گذار)، ناصر میناچی (مدیر)، عبدالحسین علی‌آبادی و محمد همایون بنیان گذاشته شد. حسینیه در زمین باغی به مساحت دو هزار مترمربع واقع در جاده قدیم شمیران بعد از ضرابخانه ساخته شد. عبدالحسین علی‌آبادی (دادستان کل کشور)، محمد همایون و ناصر میناچی اعضای هیئت امنای حسینیه ارشاد بودند. هدف از ساخت حسینیه در آن زمان، ایجاد یک مرکز مذهبی و فرهنگی برای مردم فرهیخته و روشنفکر بود و به همین دلیل حسینیه به صورت فضایی مدرن و امروزی طراحی و به شکل تماشاخانه ساخته شد.
سبک معماری حسینیه و مسجد اسلامی و کاشی‌کاری آن توسط مهندسان مختلف صورت گرفته که مسئولیت آن با علی برگی جانی بوده‌است. کاشی‌کاری مسجد نیز بر عهده اکبر زحمتکش و «ابراهیم فلاح» بوده که در آن نهایت دقت به عمل آمده‌است. بخشی از خطاطی کتیبه‌های گنبد توسط استاد محمود ساعت‌ساز و بخش فوقانی خطوط زیر گنبد به خطوط ثلث و دیوانی توسط سیدکمال میرخلف انجام گرفته شده‌است.
گنجایش سالن که با شیب مناسبی ساخته شده بود، هزار نفر در طبقه نخست و ۵۰۰ نفر در طبقه دوم است. در سال‌های بعد، تالاری نیز با ظرفیت ۵۰۰ نفر در زیرزمین حسینیه ساخته شد تا کلاس‌های فرهنگی مذهبی در آنجا تشکیل شود. در سال ۱۳۵۹ (خورشیدی) تصمیم گرفته شد که دو هزار متر مربع از زمین باقی‌مانده از باغ نیز خریداری و مسجد حسینیه ارشاد در آن بنا شود. در همان سال با گشایش کتابخانه حسینیه ارشاد و توسعه روزافزون آن، تمام سطح حیاط خالی و ۱۱۰۰ متر مربع نیز به کتابخانه افزوده شد. همه سطح زیرین حیاط را کتابخانه حسینیه ارشاد تشکیل داده‌است.

## درگیری‌ها
معماری حسینیه ارشاد، از همان آغاز دردسرساز بود؛ زیرا برای مذهبی‌ها و روحانیون «غریب» بود. این ساختمان، مانند تکیه، مسجد، یا حسینیه نیست. حسینیه ارشاد نخستین مکان مذهبی در ایران بود که در آن مردم به جای زمین، روی صندلی می‌نشستند. روحانیون سنتی و اندیشمندان سنت‌گرایی مانند سید حسین نصر، به چیدمان حسینیه انتقاد می‌کردند و آن را دنباله‌روی از کلیسا و کفار یا نشانه‌ای از نفوذ اهل تسنن در میان شیعیان می‌دانستند. این درگیری به جایی رسید که مسئولان حسینیه، نشستی برای پاسخ به پرسش‌ها ترتیب دادند. به گفتهٔ حسن یوسفی اشکوری حسینیه ارشاد نخستین جایی بود که مذهبی‌ها به جای صلوات برای سخنران دست می‌زدنند و برای نخستین بار هنر وارد مذهب شد.
از سوی دیگر، سخنرانان حسینیه ارشاد از هر دو گروه روحانی و کت‌شلوار پوش بودند. همچنین در آن، هم، برنامه‌های تفسیر قرآن و هم نمایشگاه هنر نوگرا و تئاتر برگزار می‌شد.

## پیش از انقلاب
پیش از انقلاب ۱۳۵۷ ایران بسیاری از حضار و سخنرانان حسینیه ارشاد که بعدتر در زمره بنیان‌گذاران نظام جمهوری اسلامی ایران قرار گرفتند در آن جلسات سخنرانی برگزار کردند. نمونه این افراد محمدتقی فلسفی، فخرالدین حجازی، مرتضی مطهری، محمدتقی شریعتی، سیدمرتضی شبستری، سیدصدرالدین صدربلاغی، محمد مفتح، سید علی خامنه‌ای، اکبر هاشمی رفسنجانی، محمدعلی موحدی کرمانی، ابوالقاسم خزعلی، حسین نوری همدانی، محمدجواد باهنر و کاظم سامی بودند. بعدها روشن شد که شماری از اعضای سازمان مجاهدین خلق ایران نیز در حسینیه ارشاد حضور می‌یافتند.
در چهار سال نخست فعالیت حسینیه ارشاد، مرتضی مطهری جهت‌دهنده اصلی آن بود. او از آغاز در جریان تشکیل این مؤسسه بود و از همان ابتدا همکاری خود را آغاز کرد. نخستین کار چاپی نشریه کتاب محمد خاتم پیامبران بود که مطهری بخش هجرت تا وفات را به واسطهٔ آشنایی‌ای که با محمدتقی شریعتی داشت به پسر وی علی شریعتی سپرد.
با گذر زمان، حسینیه ارشاد جایی برای نسل تازه جوانان مسلمان شد که سودای مشارکت سیاسی داشتند. اما اختلاف و تنش میان چهره‌ها و گرایش‌های درون حسینیه نیز بالا گرفت. حضور افرادی چون علی شریعتی، محمد مجتهد شبستری، عباس زریاب خویی باعث دوری روحانیون و چهره‌های نزدیک به مطهری و جناحی از حوزه علمیه شد.
مرتضی مطهری در میانه دهه ۱۳۴۰ (خورشیدی)، فخرالدین حجازی را کنار گذاشت. حجازی، نزد جوانان محبوب بود و پیروانی در میان آنها داشت و ساواک به او مظنون بود. مطهری با شریعتی نیز مشکل داشت؛ زیرا سخنرانی‌های شریعتی در حسینیه و دانشگاه مشهد باعث محبوبیت روزافزون او می‌شد. مطهری خواستار کنار گذاشتن شریعتی از حسینیه شد. اما ناصر میناچی از این کار جلوگیری کرد. با گسترش اختلاف‌ها بین میناچی و مطهری و نیز اعتراض به انحراف حسینیه از مسیر اصلی، مطهری و دوستانش مانند اکبر هاشمی رفسنجانی حسینیه را در اواخر سال ۱۳۴۹ (خورشیدی) ترک کردند و از این به بعد مؤسسه با سخنرانی‌های شریعتی به راه خود ادامه داد. شریعتی با سخنرانی‌های خود در حسینیه ارشاد به گسترش اسلام‌گرایی و خوانش نو از مذهب کمک کرد و چون در آن دوران، اسلام‌گرایی، رقیبی برای جنبش‌های مارکسیستی به‌شمار می‌آمد نه دودمان پهلوی و نه جهان غرب، برای این اندیشه‌ها (دست‌کم در مقاطعی) مانعی ایجاد نمی‌کردند.
سرانجام در آبان ۱۳۵۱ ساواک به دستور محمدرضا پهلوی، حسینیه را تعطیل کرد. حسینه تا وقوع انقلاب در سال ۱۳۵۷ بازگشایی نشد.

## پس از انقلاب
پس از بازگشایی دوباره، حسینیه ارشاد پس از انقلاب ۱۳۵۷ ایران، ناصر میناچی مدیریت آن را برعهده گرفت. وی تا زمان مرگ جز وقفه‌ای که به خاطر تصدی وزارت فرهنگ و ارشاد اسلامی در دولت موقت ایران مهدی بازرگان، پیش آمد مدیریت حسینیهٔ ارشاد را بر عهده داشت. حسینیه ارشاد پس از انقلاب نیز محل برگزاری جلسات تدوین پیش‌نویس قانون اساسی بود.
در سال ۱۳۵۸ (خورشیدی) هادی غفاری و گروهش به حسینه حمله و آن را تسخیر می‌کنند. اما میناچی، با دوستی و رابطه خود با محمدرضا مهدوی کنی، رئیس آن هنگام کمیته انقلاب اسلامی غفاری و تیمش را از این مجموعه بیرون می‌کند.

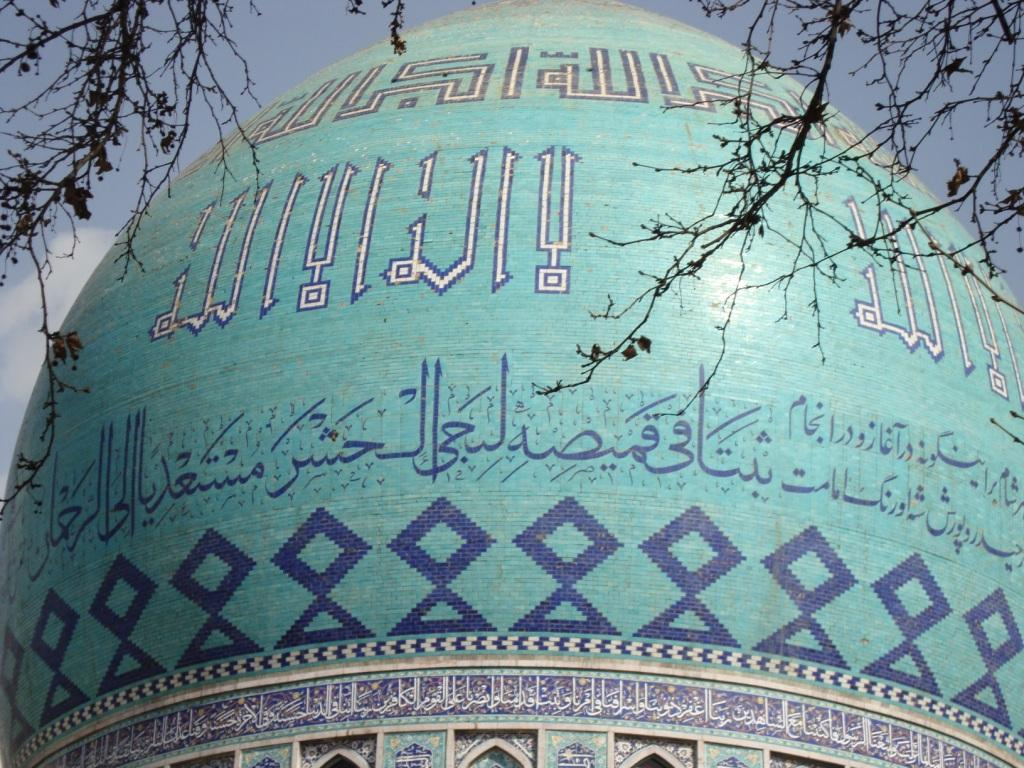

حسینیه ارشاد هم‌چنان فعال است و سخنرانی‌هایی از سوی گروه‌های گوناگون، مانند روحانیون و جریان روشنفکری دینی در آن انجام می‌شود. همچنین حسینیهٔ ارشاد کتابخانه فعالی نیز دارد که اکنون زیرنظر هیئت امنا اداره می‌شود. ساختمان تازه این کتابخانه در حال ساخت است.

## کتابخانه دیجیتال

### راه‌اندازی
کتابخانه دیجیتال حسینیه ارشاد در آذر ۱۳۹۰ با هدف دسترس‌پذیری به متن کامل برخی منابع مهم کتابخانه عمومی حسینیه ارشاد توسط کلیه کاربران اینترنتی، در سالروز توسط علی شریعتی راه‌اندازی شد. کتابخانه دیجیتال به عنوان بخشی از مجموعه بزرگ کتابخانه عمومی حسینیه ارشاد، زیر مجموعه مؤسسه تعلیماتی و تحقیقات علمی و دینی حسینیه ارشاد است.
در این کتابخانهٔ دیجیتال تاکنون بیش از ۱۶۰۰۰ پرونده دیجیتال قرار گرفته‌است. شامل ۱۱۰۰۰ عنوان کتاب، بیش از ۱۶۰۰ پرونده صوتی شامل ۱۲۰۰ کتاب گویای تولید شده توسط بخش نابینایان کتابخانه و فایل صوتی برخی نشست‌ها و برنامه‌های برگزار شده در کتابخانه، بیش از ۳۵۰۰ مقاله، ۷۴ عنوان چاپ سنگی، ۷ عنوان نسخه خطی، ۲۰۰ پوستر و … عضویت و دسترسی به محتوای این کتابخانه دیجیتال رایگان است.

### ویژگی‌ها
ارتباط بین این کتابخانه و نرم‌افزار پایه کتابخانه از طریق وب سرویس در دو سطح اطلاعات کتابشناختی منابع و کاربران برقرار است. بدین مفهوم که به محض ورود اطلاعات منبع جدید یا عضو جدید در نرم‌افزار پایه کتابخانه، این اطلاعات از طریق وب سرویس در نرم‌افزار کتابخانه دیجیتال نیز ذخیره خواهد شد.
«امانت دیجیتال» از دیگر ویژگی‌های این کتابخانه است؛ یعنی برای دسترسی به متن کامل منابع ابتدا باید منبع را به شناسه کاربری امانت دیجیتال کاربر اضافه کرد. این منبع به مدت ۱۰ روز در پروفایل باقی می‌ماند و پس از ان از شناسه کاربری حذف می‌شود.
کاربران بدون ثبت نام نیز می‌توانند با استفاده از امکان «نیم‌نگاه» ۱۰ صفحه نخست، منابع را مطالعه نمایند.

## نگارخانه

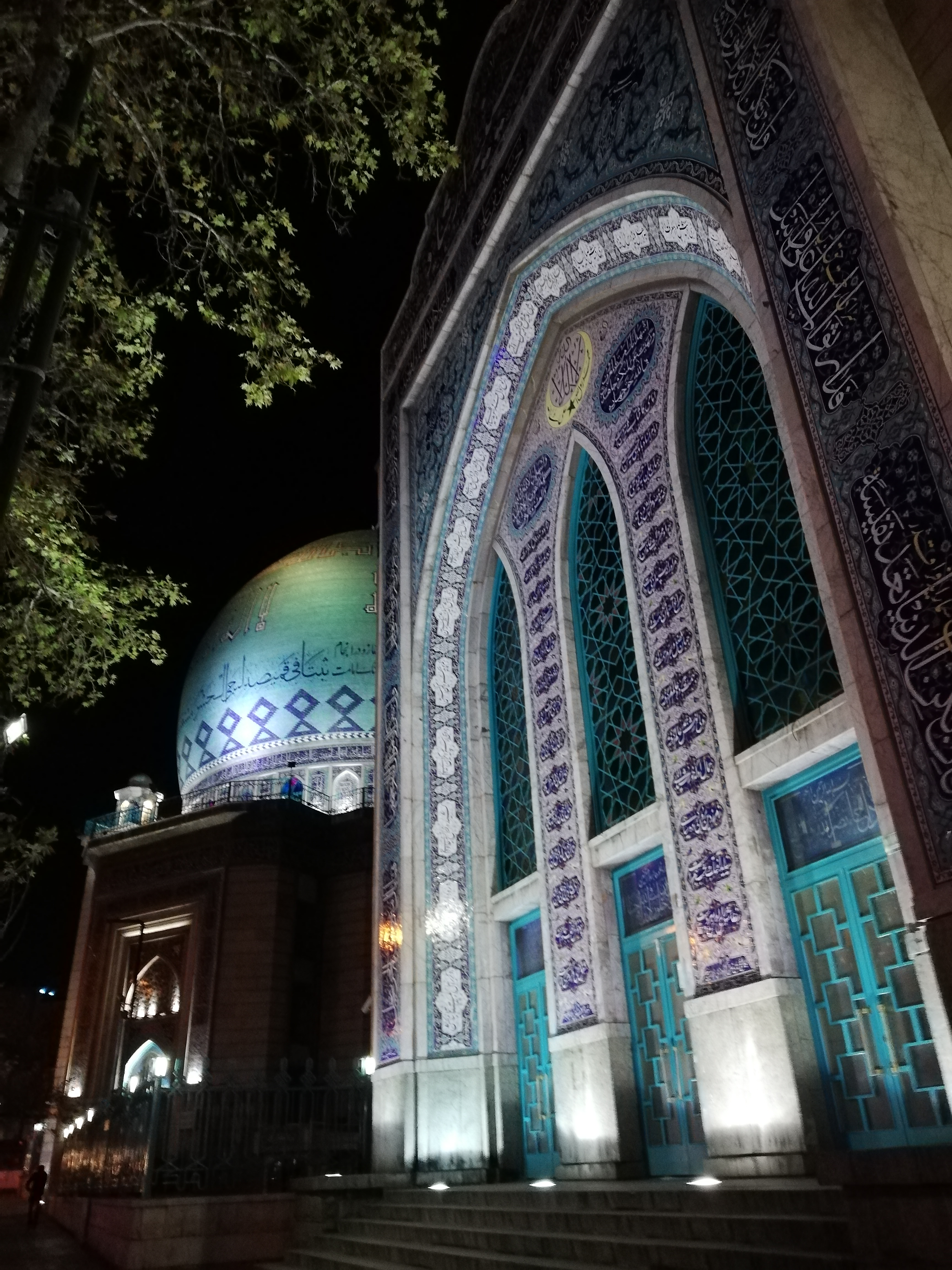
نمای شبانه
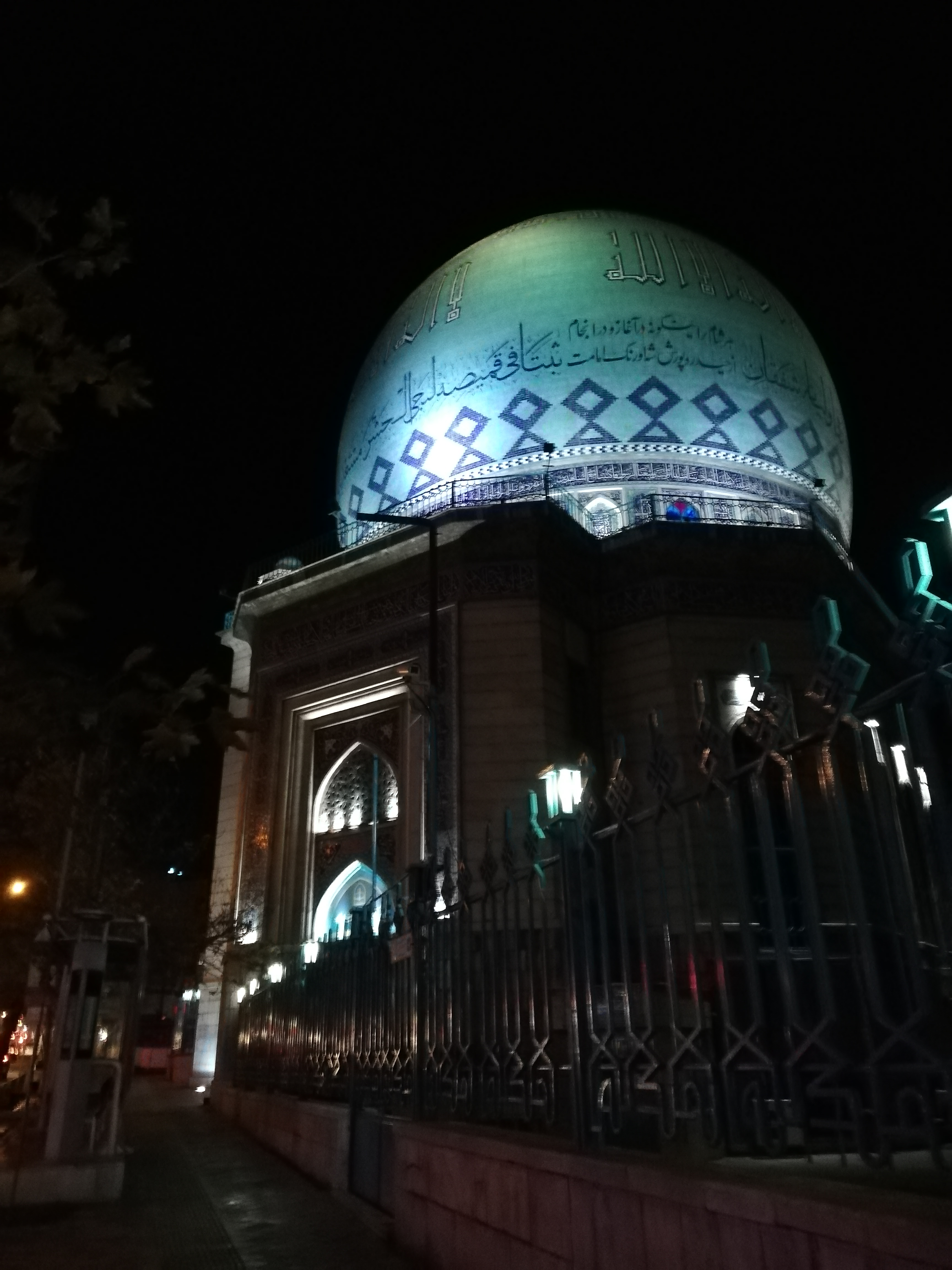
نمای شبانه